# 麥克林山 (南喬治亞群島)
54°45′S 36°3′W / 54.750°S 36.050°W
麥克林山（英語：Mount Macklin），是南極洲的山峰，位於南喬治亞群島，屬於薩爾韋森山脈的一部分，海拔高度1,900米，由英國南極名稱諮詢委員會命名，由英國海外領土管轄。